# Simon Johnson
Simon Johnson est un économiste britannique et américain né le 16 janvier 1963.
Il est co-lauréat du prix Nobel d'économie 2024 avec James A. Robinson et Daron Acemoğlu pour « leurs travaux sur la manière dont les institutions se forment et affectent la prospérité ».